# Бааде (лунный кратер)
Кратер Бааде (лат. Baade) — ударный кратер, расположенный у юго-западного лимба видимой стороны Луны. Название дано в честь немецкого астронома и астрофизика Ва́льтера Ба́аде (1893—1960) и утверждено Международным астрономическим союзом в 1964 году. Образование кратера относится к позднеимбрийскому периоду.

## Описание кратера

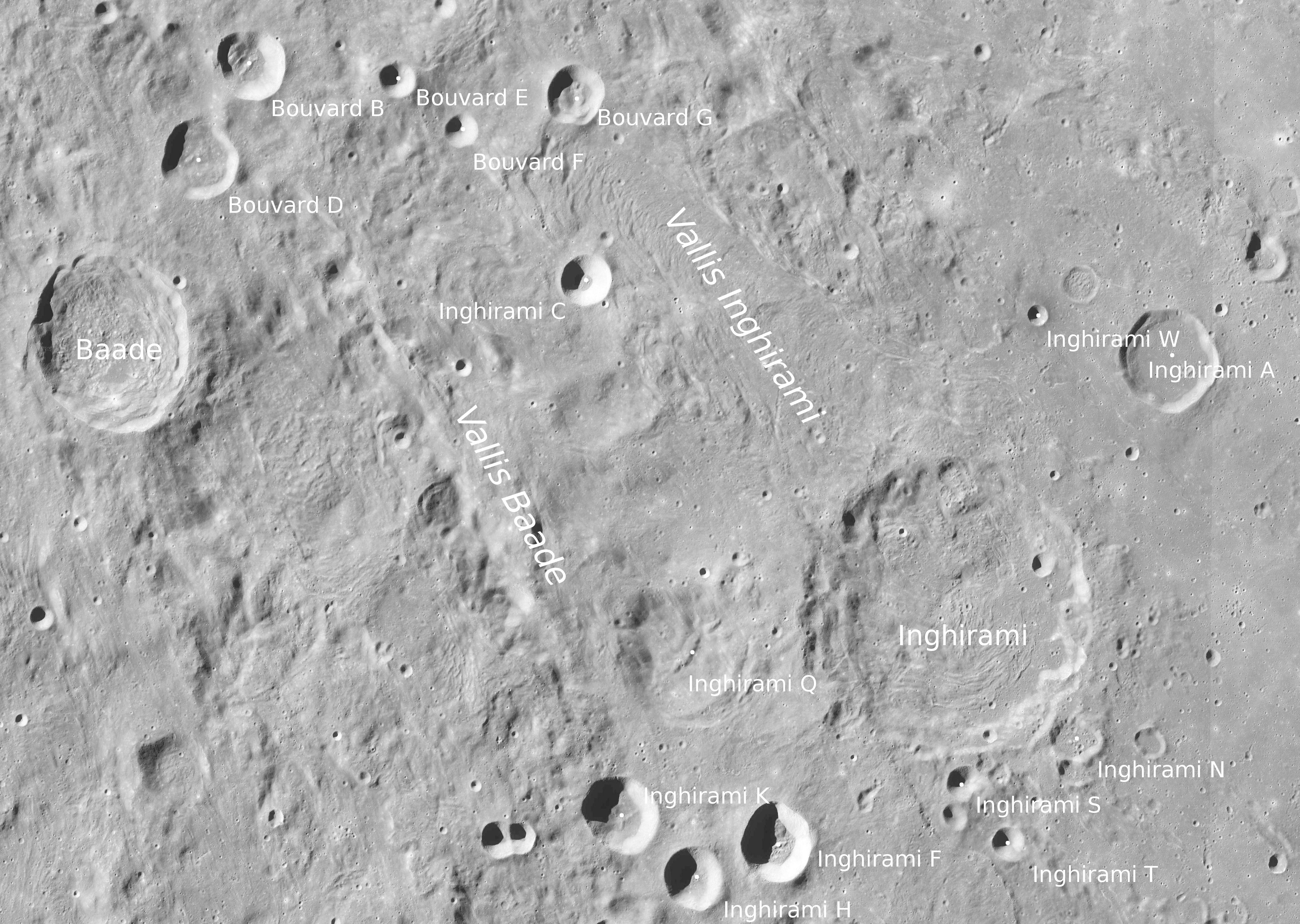
Окрестности кратера Бааде. Снимок зонда Lunar Reconnaissance Orbiter.

Кратер находится на юго-западе от гигантского бассейна Моря Восточного, немного юго-восточнее места соединения долины Бувара и долины Бааде. Ближайшим соседом кратера является кратер Ингирами на востоке-юго-востоке. Селенографические координаты центра кратера — 44°45′ ю. ш. 82°02′ з. д. / 44,75° ю. ш. 82,03° з. д., диаметр — 58 км, глубина — 5,2 км.
Вал кратера почти правильной циркулярной формы, имеет острую кромку, практически не разрушен. Высота вала над окружающей местностью составляет 1170 м, объем кратера приблизительно 2500 км³. Внутренний склон вала слегка террасовидной структуры. Дно чаши кратера неровное, чашеобразное с отсутствием плоской части. Центрального пика нет.
До получения собственного наименования в 1964 г. кратер имел обозначение Ингирами D (в системе обозначений так называемых сателлитных кратеров, расположенных в окрестностях кратера, имеющего собственное наименование).

## Сателлитные кратеры
Отсутствуют